# Ла-Пуебла-де-Монтальбан
Ла-Пуебла-де-Монтальбан (ісп. La Puebla de Montalbán) — муніципалітет в Іспанії, у складі автономної спільноти Кастилія-Ла-Манча, у провінції Толедо. Населення — 8472 особи (2010).
Муніципалітет розташований на відстані близько 80 км на південний захід від Мадрида, 28 км на захід від Толедо.
На території муніципалітету розташовані такі населені пункти: (дані про населення за 2010 рік)
- Ла-Пуебла-де-Монтальбан: 8369 осіб
- Ла-Рінконада: 103 особи

## Демографія
Динаміка населення (INE ):

## Галерея зображень

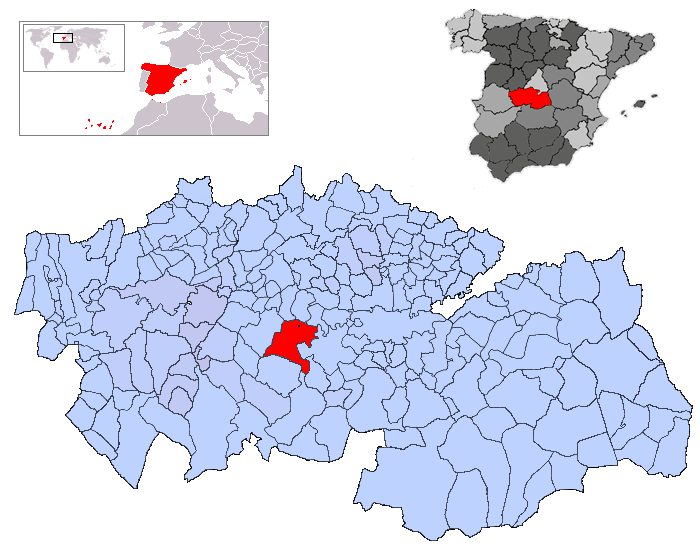
Розташування муніципалітету у провінції Толедо